# Medea Jugeli
Medea Jugeli (Kutaisi, Georgia, 1 de agosto de 1925-Tbilisi, Georgia, 8 de enero de 2016) fue una gimnasta artística soviética, campeona olímpica en Helsinki 1952 en el concurso por equipos.

## Carrera deportiva
Sus mayor éxito fue lograr el oro en las Olimpiadas de Helsinki 1952 en el concurso por equipos, quedando en el podio por delante de las húngaras y checoslovacas, y siendo sus compañeras de equipo: Nina Bocharova, Pelageya Danilova, Maria Gorokhovskaya, Ekaterina Kalinchuk, Galina Minaicheva, Galina Rudiko y Galina Urbanovich. Y también logró la plata en el concurso de equipos con aparatos, una modalidad similar a la gimnasia rítmica actual.